# Persikekremla
Persikekremla (Russula persicina) är en svampart som beskrevs av Julius Vincenz von Krombholz 1845. Persikekremla ingår i släktet kremlor och familjen kremlor och riskor.  Arten är reproducerande i Sverige. Inga underarter finns listade i Catalogue of Life.

## Källor

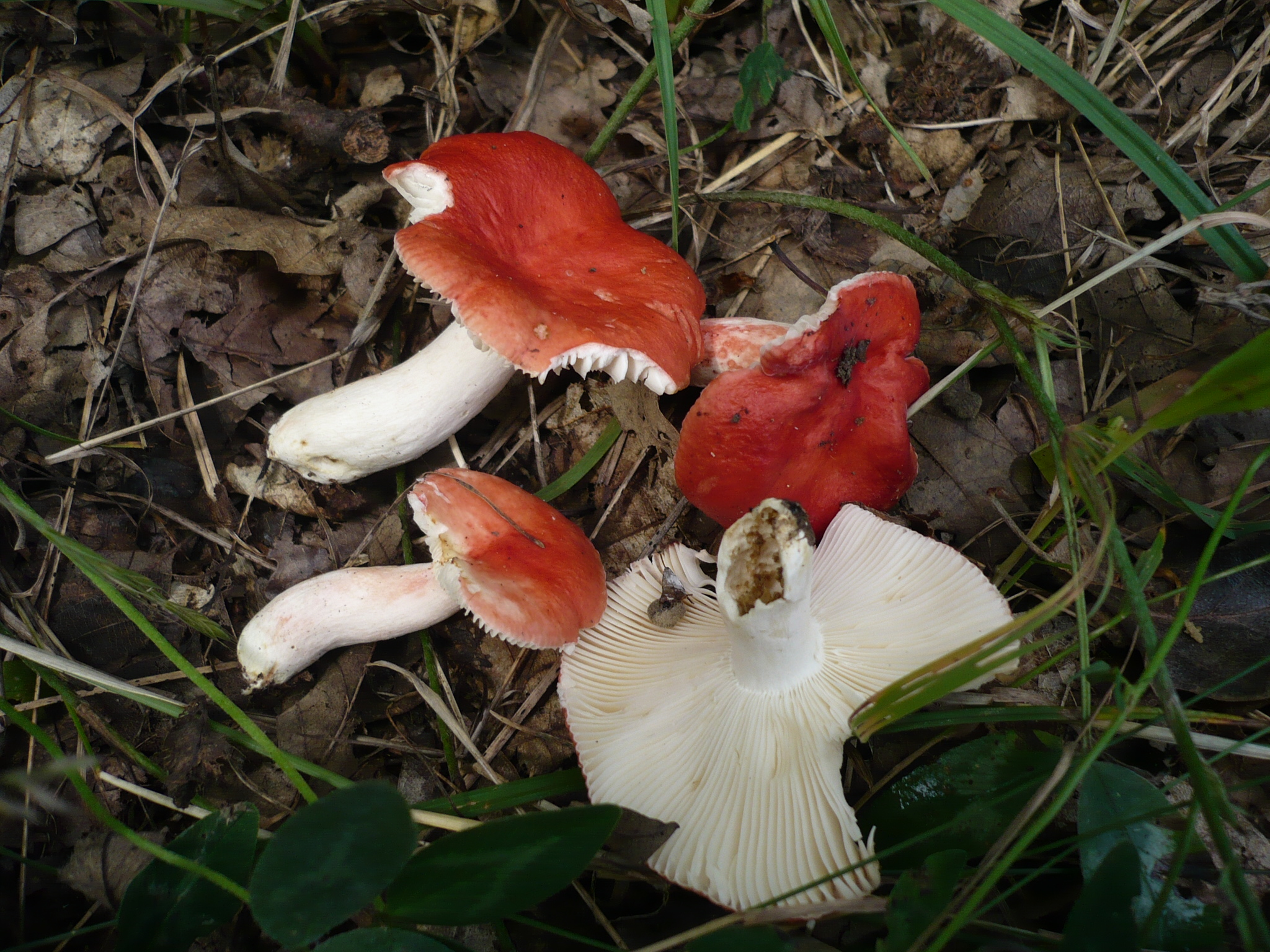
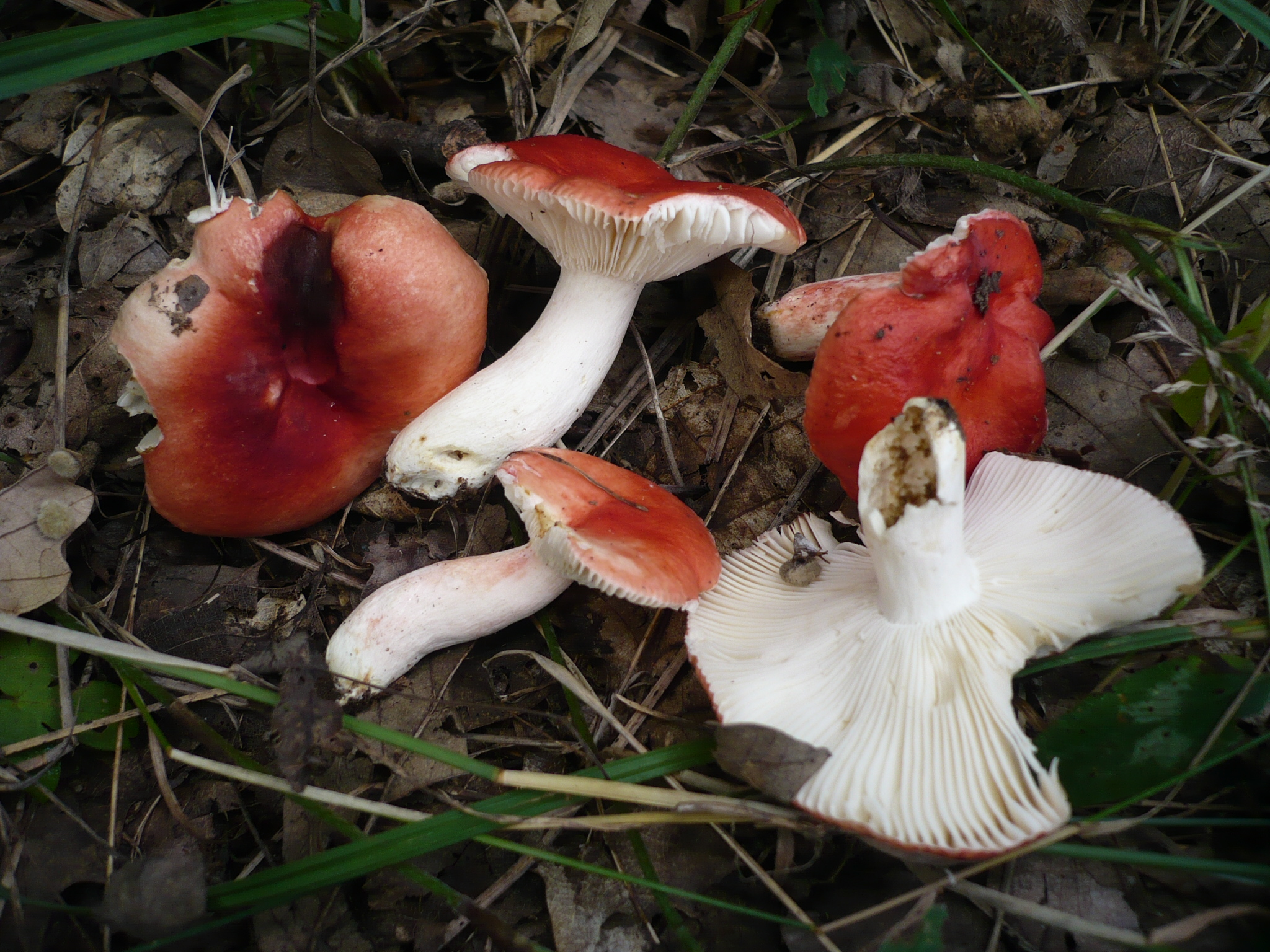